# Битва на реке Вихре
Битве на реке Вихре или битва под Мстиславлем — сражение 29 апреля 1386 года на реке Вихре (устаревшее название — Вехра) близ Мстиславля, в котором литовская армия победила войско смоленского князя Святослава Ивановича, пытавшегося вернуть принадлежавшее ранее его отцу, Ивану Александровичу, и отнятое литовцами Мстиславское княжество — «занеже Мстиславль преже того был город смоленский, но Литва отняла».

## Предыстория
За полвека до этого Иван Александрович в конкуренции с Москвой начал сближение с Литвой, вступив в итоге в союз с Гедимином в 1339 году. В начале 50-х годов Иван Александрович отказался от союза с Литвой, и в 1355 году новый литовский великий князь Ольгерд послал свои войска на Смоленск и даже захватил смоленский город Ржев, а также Брянск, права на который имели смоленские князья, а в 1359 году — Мстиславль, и уже после смерти Ивана Александровича, в 1362 — Торопец.
Унаследовавший в 1359 году Смоленское княжество Святослав Иванович вначале также занял пролитовскую позицию — и также затем перешёл на сторону Москвы: в 1375 году его смоленские войска участвовали в походе Дмитрия Ивановича на Тверь, против союзника и шурина Ольгерда Михаила тверского. Ольгерд в это время нанёс в ответ удар по беззащитным смоленским землям.

## Сражение
В 1386 году смоленская рать Святослава Ивановича опустошила многие приграничные литовские владения и, не сумев взять Витебск и Оршу, осадила Мстиславль, обороной которого руководил князь Каригайло Ольгердович. Польский король Ягайло отправил на помощь своему младшему брату большое литовское войско под командованием князей Скиргайло, Корибута, Лугвения и Витовта.
Результатом битвы стал полный разгром смоленского войска и гибель как Святослава Ивановича, так и княжича Ивана Васильевича. Два сына Святослава, Глеб Святославич и Юрий Святославич были тяжело ранены и попали в плен; на смоленский стол был посажен Юрий Святославич, тогда как Глеб Святославич был уведён в качестве заложника в Литву.

## Последствия
Смоленское княжество было вынуждено признать зависимость от польско-литовской унии; сохранилась грамота князя Юрия Святославовича о союзе на подчинённых условиях с польским королем Владиславом (Ягайлом), "королём польским, литовским и русским, иных земль господарем", а также "с братом с его князем великим Скиригайлом"(1386 г.).
Выступление смолян вместе с захватом в феврале 1386 года Андреем Ольгердовичем Лукомля под Витебском и вторжением ливонских рыцарей в западные районы Литвы противодействовало реализации унии Литвы и Польши, по которой Скиргайло становился наместником Ягайла в Великом княжестве Литовском. Год спустя Андрей Ольгердович лишился Полоцка в пользу Скиргайла.